# ルイス・サーディナス
ルイス・アレクサンデル・サーディナス・アビレス（Luis Alexander Sardiñas Avilez , 1993年5月16日 - ）は、ベネズエラ・ボリバル州ウパタ出身のプロ野球選手（内野手)。右投両打。メキシカンリーグのグアダラハラ・マリアッチス所属。

## 経歴

### プロ入りとレンジャーズ時代
2009年にテキサス・レンジャーズと契約してプロ入り。
2010年、傘下のルーキー級アリゾナリーグ・レンジャーズでプロデビュー。26試合に出場して打率.311・8打点・8盗塁の成績を残した。
2011年はルーキー級アリゾナリーグ・レンジャーズでプレーし、14試合に出場して打率.308・7打点・2盗塁の成績を残した。
2012年はA級ヒッコリー・クロウダッズでプレーし、96試合に出場して打率.291・2本塁打・30打点・32盗塁の成績を残した。
2013年はまずA+級マートルビーチ・ペリカンズでプレーし、96試合に出場して打率.298・1本塁打・29打点・27盗塁の成績を残した。8月1日にAA級フリスコ・ラフライダーズへ昇格すると、29試合に出場して打率.259・1本塁打・15打点・5盗塁の成績を残した。オフの11月20日にレンジャーズとメジャー契約を結んで40人枠入りした。
2014年はAA級フリスコで開幕を迎え、4月20日にメジャーへ昇格した。同日のシカゴ・ホワイトソックス戦でメジャーデビュー。8回表から遊撃の守備に就き、8回裏のメジャー初打席では、アンドレ・リエンゾからメジャー初安打となる内野安打を記録した。

### ブルワーズ時代
2015年1月19日にヨバニ・ガヤルドとのトレードで、コーリー・クネイブル、マルコス・ディプランと共にミルウォーキー・ブルワーズへ移籍した。

### マリナーズ時代
2015年11月20日にラモン・フローレスとのトレードで、シアトル・マリナーズへ移籍した。
2016年8月10日にDFAとなった。

### パドレス時代
2016年8月15日に後日発表選手または金銭とのトレードで、サンディエゴ・パドレスへ移籍した。
2017年は開幕からアクティブ・ロースター入りしたが、29試合の出場で49打数3安打、打率 .163の成績に留まり、5月22日にチェイス・ダーノーの獲得に伴い、DFAとなった。

### オリオールズ時代
2017年5月24日にウェイバー公示を経てボルチモア・オリオールズへ移籍したが、26日に40人枠を外れる形で傘下のAAA級ノーフォーク・タイズへ配属された。AAA級ノーフォークでは83試合に出場して打率.306・5本塁打・30打点・6盗塁の成績を残した。11月28日にオリオールズとマイナー契約を結んで再契約した。
2018年は開幕をAAA級ノーフォークで迎え、4月17日にメジャー契約を結んでアクティブ・ロースター入りした。7月6日に40人枠外となった（故障者リストに入った状態でAAA級ノーフォークに所属）。10月2日にFAとなった。

### ナショナルズ傘下時代
2019年3月13日にワシントン・ナショナルズとマイナー契約を結んだ。11月4日にFAとなり、2020年1月8日に再契約したが、5月29日にFAとなった。

### メキシカンリーグ時代
2021年5月20日にメキシカンリーグのグアダラハラ・マリアッチスと契約した。

## 詳細情報

### 年度別打撃成績
| 年 度    | 球 団    | 試 合 | 打 席 | 打 数 | 得 点 | 安 打 | 二 塁 打 | 三 塁 打 | 本 塁 打 | 塁 打 | 打 点 | 盗 塁 | 盗 塁 死 | 犠 打 | 犠 飛 | 四 球 | 敬 遠 | 死 球 | 三 振 | 併 殺 打 | 打 率 | 出 塁 率 | 長 打 率 | O P S |
| -------- | -------- | ----- | ----- | ----- | ----- | ----- | -------- | -------- | -------- | ----- | ----- | ----- | -------- | ----- | ----- | ----- | ----- | ----- | ----- | -------- | ----- | -------- | -------- | ----- |
| 2014     | TEX      | 43    | 125   | 115   | 12    | 30    | 6        | 0        | 0        | 36    | 8     | 5     | 1        | 3     | 0     | 5     | 0     | 2     | 21    | 5        | .261  | .303     | .313     | .616  |
| 2015     | MIL      | 36    | 105   | 97    | 8     | 19    | 0        | 1        | 0        | 21    | 4     | 0     | 0        | 1     | 1     | 6     | 1     | 0     | 25    | 3        | .196  | .240     | .216     | .457  |
| 2016     | SEA      | 32    | 77    | 72    | 12    | 13    | 0        | 0        | 2        | 19    | 5     | 1     | 1        | 3     | 0     | 1     | 0     | 1     | 25    | 3        | .181  | .203     | .264     | .467  |
| 2016     | SD       | 34    | 120   | 108   | 13    | 31    | 6        | 1        | 2        | 45    | 13    | 3     | 1        | 1     | 0     | 11    | 3     | 0     | 23    | 0        | .287  | .353     | .417     | .770  |
| '16計    | SD       | 66    | 197   | 180   | 25    | 44    | 6        | 1        | 4        | 64    | 18    | 4     | 2        | 4     | 0     | 12    | 3     | 1     | 48    | 3        | .244  | .295     | .356     | .651  |
| 2017     | SD       | 29    | 53    | 49    | 3     | 8     | 0        | 0        | 0        | 8     | 1     | 1     | 0        | 0     | 0     | 4     | 0     | 0     | 11    | 1        | .163  | .226     | .163     | .390  |
| 2018     | BAL      | 8     | 20    | 18    | 2     | 2     | 0        | 0        | 1        | 5     | 1     | 0     | 0        | 0     | 0     | 2     | 0     | 0     | 5     | 1        | .111  | .200     | .278     | .478  |
| MLB：5年 | MLB：5年 | 182   | 500   | 459   | 50    | 103   | 12       | 2        | 5        | 134   | 32    | 10    | 3        | 8     | 1     | 29    | 4     | 3     | 110   | 13       | .224  | .274     | .292     | .566  |

- 2018年度シーズン終了時

### 背番号
- 3（2014年、2018年）
- 10（2015年）
- 16（2016年 - 同年途中）
- 2（2016年途中 - 2017年）